# Бжезьно-Старе
Бжезьно-Старе (пол. Brzeźno Stare, нім. Deutsch Briesen) — село в Польщі, у гміні Вонґровець Вонґровецького повіту Великопольського воєводства.
Населення — 147 осіб (2011).
У 1975-1998 роках село належало до Пільського воєводства.

## Демографія
Демографічна структура станом на 31 березня 2011 року:
|          | Загалом | Допрацездатний вік | Працездатний вік | Постпрацездатний вік |
| -------- | ------- | ------------------ | ---------------- | -------------------- |
| Чоловіки | 75      | 16                 | 51               | 8                    |
| Жінки    | 72      | 17                 | 38               | 17                   |
| Разом    | 147     | 33                 | 89               | 25                   |